# Буянка (деревня)
Буянка — деревня в Брейтовском районе Ярославской области. Входит в состав Брейтовского сельского поселения.

## География
Находится в северо-западной части Ярославской области на расстоянии приблизительно 3 км на запад по прямой от административного центра района села Брейтово.

## История
В 1898 году в деревне было отмечено 13 дворов. Ныне имеет дачный характер.

## Население
Численность населения: 1 человек (русские 100 %) в 2002 году, 0 в 2010.